# Haus Neustraße 79

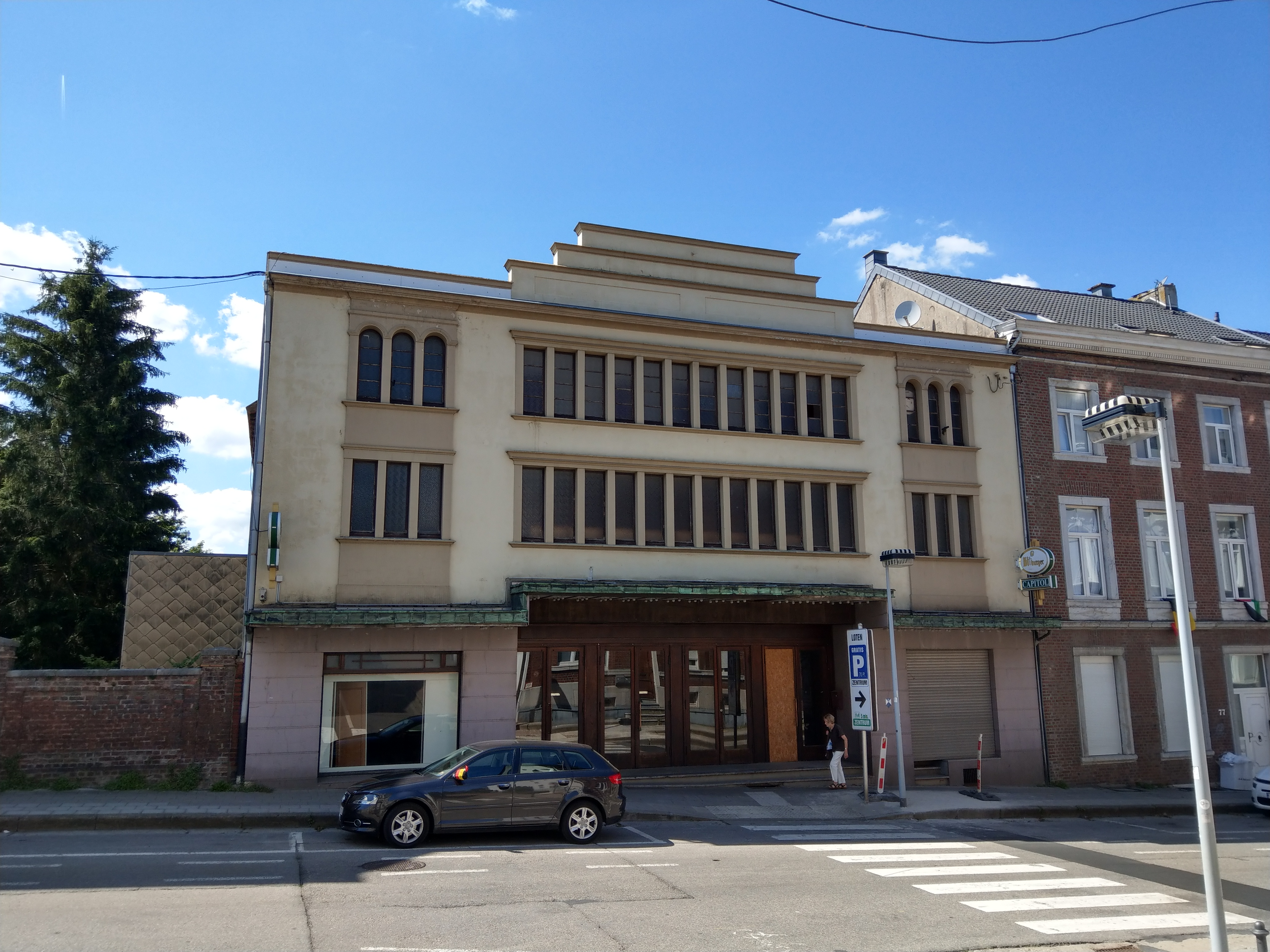
Haus Neustraße 79

Das Haus Neustraße 79 in Eupen in der Deutschsprachigen Gemeinschaft von Ostbelgien ist Sitz des ehemaligen Kinos Capitol. Es wurde in den Jahren 1933 bis 1935 nach Plänen des Aachener Architekten Josef Bemelmans im Stil des Expressionismus erbaut und seine Fassade im Jahr 2015 unter Denkmalschutz gestellt.

## Geschichte

### Kino Capitol
Der Gaststättenbesitzer Martin Berg (1881–1963) war zu Beginn des 20. Jahrhunderts bei der Einführung der Filmtheater in Eupen die treibende Kraft. Zunächst richtete er im Haus Neustraße 55 einen großen Saal ein, den er „Apollo-Kinotheater“ benannte und wo er die ersten Stummfilme aufführen ließ. Dies stieß auf großem Zuspruch, vor allem nach dem Ersten Weltkrieg, als Eupen Belgien angeschlossen wurde und die nächsten Kinos wie beispielsweise in Aachen jetzt im Ausland lagen. Daraufhin erwarb Berg im Jahr 1924 die erst 1903 erbaute Residenz „Eupener Hof“ in der Bergstraße 16–18, in dem er im ersten Obergeschoss das neue Kinotheater „Moderne Lichtspiele“ einrichtete.
Bald jedoch erwies sich auch die dortige Platzkapazität als zu gering und Berg beantragte einen Kinoneubau auf einem Grundstück in der oberen Neustraße, das unter Sequester der Fabrikantenfamilie Krantzer gestanden und er im Jahr 1925 erworben hatte. Sein Antrag wurde seitens des Stadtrates genehmigt und Berg ließ daraufhin durch den Aachener Architekten Josef Bemelmans, dem auch der Bau des Kinos „Roda Palast“ in Herzogenrath zugeschrieben wird, wie geplant ein neues Lichtspielhaus mit Bühne und Orchestergraben sowie einen großen Saal mit Balkon für insgesamt mehr als 700 Besucher im expressionistischen Stil erbauen. Zur Eröffnung am 23. Dezember 1933 wurde unter anderem der erst 1931 gedrehte Film Bomben auf Monte Carlo mit Hans Albers in der Hauptrolle aufgeführt.
Nun begann auch in Eupen die Blütezeit des Kinos, die auch über den Zweiten Weltkrieg bis in die 1960er-Jahre andauerte und an dem auch die Stadt durch die „Lustbarkeitssteuer“ eine erhebliche Summe mitverdiente. In den Kriegsjahren belegten die Amerikaner vorübergehend das Capitol und machten aus ihm ein „Erholungszentrum“ mit dem Namen „The Capitol Recreation Center“. Es wurden vorrangig Varietéprogramme anfangs nur für das Militär, später auch für die gesamte Bevölkerung geboten. Doch sowohl die zunehmende Verbreitung des Fernsehens in den Familien, als auch größere und attraktivere Kinos in Aachen und Verviers, die sich jetzt durch die zunehmende Mobilität der nunmehrigen Autobesitzer günstiger erreichen ließen, führten zum Rückgang der Kinobesucher in Eupen. Hinzu kam, dass es immer schwieriger wurde, für die deutschsprachige Bevölkerung Ostbelgiens deutschsprachige Filme zu beschaffen, da dies für die belgischen Verteilerfirmen nicht auf großes wirtschaftliches Interesse stieß. Schließlich lohnten sich die Einnahmen nicht mehr und das Kino Capitol wurde am 1. September 1970 endgültig geschlossen. Seit 1994 finden Filmvorführungen im Cinema Eupen statt, das im Kulturzentrum Jünglingshaus in der Neustraße 86 gegenüber dem alten Kino untergebracht ist und vom Kulturellen Komitee der Stadt Eupen VoG geführt wird.

### Anschlussverwendung
Die folgenden Jahrzehnte waren geprägt durch viele langjährige Leerstände und ständig wechselnde Betreiber. Nach einer ersten Phase des Leerstandes zog 1976 zunächst der Discounter Choc ein, der aber bereits 1986 wieder aufgab. Anschließend vergingen wiederum viele Monate, bevor die Immobilie an die neue Agentur „Kapitol GmbH“ vermietet werden konnte, die die Innenräume zu einem Veranstaltungssaal für Events, Konzerte und Partys umbauen ließ. Für einige Jahre erlebte das Haus nun wieder eine Blütezeit, nachdem bekannte Bands und Interpreten wie beispielsweise BAP, Herbert Grönemeyer, Nena und Bläck Fööss sowie zahlreiche Größen aus der Kölner Karnevalszene mit ihren dortigen Auftritten für Begeisterung sorgten. Im Jahr 2004 übernahm die Stadt Eupen das Veranstaltungsgebäude und plante, dieses zusammen mit dem ehemaligen Alten Schlachthof Eupen zu einem regionalen Kulturzentrum zu entwickeln, wofür es Fördermittel der Verwaltung der Deutschsprachigen Gemeinschaft gab. Doch während die Umbaumaßnahmen am Alten Schlachthof schrittweise umgesetzt wurden, kamen die Modernisierungsmaßnahmen für das Capitol-Gebäude nie über die Planungsphase hinaus und die dafür vorgesehenen Kosten stiegen unaufhörlich an. Der Konzessionär, die Kapitol GmbH, zog sich daraufhin 2009 aus dem Planungsgeschehen zurück und neuer Betreiber wurde das Kulturelle Komitee der Stadt Eupen VoG. Nach den nächsten Kommunalwahlen beendete der Stadtrat im Jahr 2012 die Hängepartie und stoppte wegen scheinbar falscher Berechnungen jegliche weitere Baumaßnahmen. Infolgedessen zog sich auch das Kulturelle Komitee zurück und das Haus wurde nun endgültig geschlossen. 
Trotz erneutem langjährigen Leerstand und zahlreichen Verkaufsoptionen konnte zumindest die Fassade des Hauses zwischenzeitlich im Jahr 2015 unter Denkmalschutz gestellt werden. Erst im Juni 2020 fand sich schließlich mit der Investmentgesellschaft Dokara Schaus AG aus Sankt Vith ein Käufer, der die Immobilie für die Zukunft neu aufstellen will.
Seit Ende 2022 steht der Entschluss fest, das Gebäude abreißen zu lassen, wobei lediglich die denkmalgeschützte Fassade erhalten bleibt. Die Abrissarbeiten haben im Januar 2023 begonnen. Im Anschluss an den Abriss soll in einem Neubau auf Seite der Neustraße auf zwei Etagen eine Kinderkrippe und im gesamten Gebäude insgesamt 26 Wohneinheiten entstehen.

## Baucharakteristik
Die unter Denkmalschutz gestellte Vorderfassade entspricht der Formensprache der Architektur der 1920er bis 1930er Jahre mit Merkmalen des Expressionismus, der sich hier durch die Abkehr vom reich verzierten Stil der Gründerzeit hin zu horizontalen und tiefliegenden Linien sowie geometrischen Formen zeigt.
Die vergleichsweise schlichte dreigeschossige Vorderfassade besteht aus drei Achsen, deren mittlere für den Eingangsbereich mit seinen vier nach innen versetzten Doppelflügeltüren deutlich verbreitert ist. Diese Achse wird in den Obergeschossen je Etage durch zwölf eng aneinander liegende rechteckige Fenster und einem pyramidenartigen gestuften Giebelabschluss betont. In den beiden identischen Seitenachsen sind in den Obergeschossen jeweils drei eng aneinander liegende Fenster eingelassen, wobei im 1. Obergeschoss wiederum Rechteckfenster und im 2. Obergeschoss Rundbogenfenster verwendet wurden, die durch eine vertikale Farbabhebung auf dem Putz hervorgehoben sind. Das Untergeschoss ist durch ein kräftiges steinernes und deutlich vorstehendes Gesims von den Obergeschossen getrennt und weist jeweils ein einfaches großes Schaufenster in seinen seitlichen Achsen auf. 
Im Inneren zeigte das als Kino konzipierte Gebäude hinter den vier Flügeltüren ein geräumiges Vestibül auf, von dem aus durch weitere vier Türen der Zuschauersaal betreten werden konnte, an dessen rechter Seite sich ein Garderobenraum befand. Links im Vestibül verläuft das Treppenhaus zum Keller und zu den Obergeschossen. Die Treppe hat zum 1. Obergeschoss ein geschwungenes Geländer aus Chrom und führt zu einem weiteren Vorraum, in dem ein Café eingerichtet war. Im 2. Obergeschoss befanden sich die Technikräume.
Der Zuschauersaal verfügte über 541 Sitzplätze und einen später eingeebneten Orchestergraben vor dem Bühnenbereich mit der großen Projektionsfläche an der Kopfwand. Über diesen Saal waren auch die Toiletten zugänglich, die sich im linken Gebäudeteil mit dem Treppenhaustrakt befinden. Oberhalb des Hauptsaales ragt der geschwungene und mit einem Geländer abgeschlossene Balkon in den Saal hinein und bietet Platz für weitere 240 Besucher. Die Decke des Kinosaales wurde entsprechend der ansteigenden Sitzreihen mit gleicher Neigung konstruiert, was für damalige Zeit bemerkenswert war. 